# Battaglia di Rigutino
La battaglia di Rigutino fu lo scontro avvenuto fra i popolani aretini e i soldati polacchi filo-francesi comandati dal generale Jan Henryk Dąbrowski, avvenuto presso il villaggio di Rigutino (AR) il 14 maggio 1799, durante l'insurrezione anti-francese del Viva Maria.
I polacchi, affiliati all'esercito francese, stavano marciando da Perugia verso Arezzo per riportare all'obbedienza la città toscana, insorta il precedente 6 maggio contro il governo di occupazione francese di Firenze. Gli aretini, disposti lungo la strada per Roma nei pressi dell'attuale centro abitato di Rigutino, misero in atto un'incisiva azione di guerriglia che portò all'uccisione di diversi soldati nemici, compreso il colonnello Jozéf Chamand, vice di Dąbrowski. I soldati polacchi allora, riusciti ad aggirare Arezzo e le sue difese, effettuarono violente rappresaglie nei villaggi che incontrarono.

## Contesto
Dopo che il Granducato di Toscana era stato invaso dalle truppe francesi nel corso della guerra della seconda coalizione, il granduca Ferdinando III di Toscana era stato deposto ed era fuggito, lasciando che un governo repubblicano provvisorio s'istallasse a Firenze. Presto tuttavia gli ideali della rivoluzione francese lasciarono il posto a nuova oppressione e violenza da parte degli invasori francesi, e ciò causò una forte ondata di malcontento in Toscana, soprattutto nelle campagne, dove i valori rivoluzionari vennero fin da subito rigettati.
Infine, nel maggio 1799, scoppiò la ribellione anti-francese e cattolica nota come Viva Maria, dal nome del grido di battaglia dei rivoltosi. Arezzo, su esempio delle campagne circostanti, fu la prima grande città a ribellarsi il 6 maggio, complice anche il fervore religioso ispirato dai locali miracoli della Madonna del Conforto avvenuti pochissimi anni prima.
Gli aretini riuscirono a cacciare in poche ore gli occupanti francesi, che dovettero così ritirarsi a Firenze. In quel momento la forza militare più vicina che poteva potenzialmente riportare l'ordine era la Legione polacca del generale Jan Henryk Dąbrowski, allora stanziato a Perugia, a cui venne quindi ordinato di marciare verso Arezzo per reprimere l'insurrezione.

## Battaglia

### Antefatti
Ben sapendo che la risposta francese era in arrivo, le autorità aretine riuscirono in breve tempo a mobilitare buona parte della cittadinanza, formando una milizia composta da civili equipaggiati con schioppi, armi molto diffuse all'epoca per la consuetudine popolare di andare a caccia. Capendo che attendere le mosse francesi sarebbe stato deleterio, gli aretini decisero di presidiare la strada che dalla Val di Chiana conduceva verso la città, che imboccava la zona della gola dell'Olmo, una strozzatura tra i colli che circondavano Arezzo altamente difendibile. Alla gola dell'Olmo fu predisposta una grande barricata, mentre al villaggio di Rigutino, più avanzato, una barriera più piccola.
Il generale Dąbrowski, visto il rapido deterioramento del controllo francese sull'Italia settentrionale, avrebbe preferito non scontrarsi con gli aretini, bensì giungere quanto prima a Firenze e riunirsi col resto dell'esercito. I suoi ordini tuttavia erano chiari: doveva reprimere la ribellione, perciò in una settimana la Legione polacca, forte di circa 4400 uomini, si ritrovò nei pressi di Arezzo. Dopo aver incontrato una prima resistenza a Cortona, anch'essa ribellatasi, i polacchi erano giunti a Castiglion Fiorentino, i cui cittadini riuscirono ad ottenere la salvezza del borgo offrendo cibo e informazioni, denunciando le mosse difensive degli aretini e permettendo così a Dąbrowski di elaborare una strategia.
Decidendo di creare un diversivo, il generale distaccò un'avanguardia affidandola al proprio secondo in comando, il colonnello Jozéf Chamand, con l'incarico di dirigersi verso Arezzo per attirare su di sé l'attenzione dei difensori. Il vero obbiettivo di Dąbrowski era aggirare la città passando per la zona di San Giuliano, più impervia e per questo considerata impraticabile dal suo esercito, e quindi non difesa.

### Svolgimento
La mattina del 14 maggio l'esercito polacco partì da Castiglion Fiorentino, con l'avanguardia che lo precedeva di molto per catalizzare su di sé eventuali attacchi. Contemporaneamente anche gli aretini inviarono in avanscoperta un certo numero di armati a cavallo, capitanati dal cavaliere Martino Romanelli, per cercare di intercettare i nemici e preavvertire così i difensori all'Olmo. Giunti presso Rigutino, gli aretini udirono l'eco dei tamburi dei polacchi, e sfruttando i boschi e le erbe alte dei dintorni smontarono da cavallo e si nascosero, decisi a tendere un'imboscata agli invasori.
Quando l'avanguardia polacca passò, i cavalieri aretini e gli abitanti di Rigutino e Vitiano uscirono dai propri nascondigli e aprirono il fuoco, falciando diversi fanti appiedati. Romanelli stesso si gettò contro Chamand, in testa alla colonna, prendendolo di sorpresa e uccidendolo con un colpo di sciabola. Lo scontro durò pochi minuti, e Romanelli, presi come trofeo il cappello e una lettera di Chamand (credendo erroneamente che fosse il superiore Dąbrowski), ordinò la ritirata verso l'Olmo.
Nel frattempo era giunto anche il resto dell'esercito francese, e dopo alcuni scambi di fucileria gli aretini evacuarono Rigutino e fuggirono verso le barricate precedentemente erette. I polacchi, infuriati, si diedero allora al saccheggio dei villaggi vicini: vennero devastati in particolare Policiano, Sant'Andrea a Pigli, Pieve a Quarto e Sant'Anastasio, dove si registrarono diverse vittime tra i civili che non erano riusciti a fuggire, specialmente anziani e infermi.

## Conseguenze
Dopo il saccheggio dei villaggi Dąbrowski ordinò di riprendere la marcia, riuscendo con successo ad aggirare Arezzo senza essere fermato e giungendo a Firenze pochi giorni dopo. Gli aretini interpretarono l'aggiramento polacco come una ritirata, contribuendo così a consolidare l'entusiasmo del Viva Maria e il temporaneo successo della rivolta.
In breve tempo si costituì un esercito di decine di migliaia di volontari noto come Armata Aretina, che riuscì a liberare buona parte della Toscana con l'appoggio dell'Impero asburgico, dell'Impero russo e del Regno Unito, che inviarono anche propri rappresentanti per assisterla. Per un breve periodo Arezzo fu l'effettiva capitale del rinato Granducato di Toscana, come dell'intera Italia centrale libera dal dominio francese.
Tuttavia appena un anno dopo, in seguito alla vittoria di Napoleone alla battaglia di Marengo, l'esercito francese invase nuovamente l'Italia, travolgendo la difesa dell'incapace generale Annibale Sommariva. Arezzo subì presto la terribile rappresaglia francese: dopo una futile resistenza guidata dal marchese Giovan Battista Albergotti, già a capo della città durante le prime fasi della ribellione, un attacco a sorpresa fece cadere Arezzo in mano ai francesi, che la sottoposero a un brutale saccheggio di quattro giorni con decine di vittime tra i cittadini.

## Commemorazione
Nel 1999, nel 200º anniversario della battaglia, si tenne una commemorazione al paese di Rigutino, dove presenziarono i discendenti dei protagonisti della battaglia, come anche rappresentanti ufficiali italiani, francesi e polacchi. Durante l'evento venne celebrata anche una rievocazione dello scontro in costume.